# ملعب ميسان
ملعب ميسان الأولمبي هو ملعب يستخدم لمباريات كرة القدم نادي نفط ميسان يقع في محافظة ميسان في العراق ويتسع ل25000 متفرج افتتح في عام 1987م وهو ملعب دولي استخدم في زمن الاحتلال الأمريكي للعراق كمقر عسكري وعادت ملكيته مؤخرا لوزارة الشباب والرياضة العراقية وفي عام 2015 بدأت إعمال بنائه وتطويره، وافتتح الملعب مجدداً في 26 تموز 2017 بحلة جديدة.